# Rocket from the Crypt
Rocket from the Crypt est un groupe de punk rock américain, originaire de San Diego, en Californie. Il est formé en 1989 par John Reis.

## Biographie

### Débuts
John Reis forme le groupe en 1990 après la séparation de Pitchfork, son groupe précédent. Reis prend le nom de scène de Speedo. La composition originelle du groupe comprend N.D. (Andy Stamets) à la guitare, Petey X (Pete Reichert) à la basse et Atom (Adam Willard) à la batterie.
Le groupe tire son nom de Rocket from the Tombs, un groupe punk des années 1970.
Le premier album du groupe, Paint as a Fragrance, sort 1991. Deux des membres fondateurs quittent peu après le groupe, le groupe se réinvente en ajoutant au son punk rock une section cuivre avec l'arrivée du saxophoniste Apollo 9 (Paul O'Beirne). RFTC sort plusieurs 7" en format vinyle et se fait connaître du public underground par son son particulier. Leur deuxième album Circa: Now! sort en 1992 et RFTC réalise plusieurs titres qui seront diffusés en radio comme Hippy Dippy Do. L'album Circa:Now! est ressorti en 2004 avec quatre titres additionnels.

### Période Interscope
À la fin 1992, Rocket from the Crypt signe, en même temps que Drive Like Jehu, avec Interscope Records, un label plus important et la section cuivre reçoit l'apport de JC 2000 (Jason Crane). Le groupe est néanmoins peu actif car Speedo s'implique dans un autre groupe : Drive Like Jehu. En 1995, RFTC produit plusieurs 7", dont le EP The State of Art is on Fire et l'album Hot Charity. Le groupe fait une tournée gratuite aux États-Unis pour promouvoir l'album.
Ils publient aussi un 7" appelé Tattoo qui est offert à tout fan du groupe ayant un tatouage RFTC sur le corps (le groupe autorise aussi toute personne ayant un tatouage RFTC a entrer à ses concerts gratuitement).

### Période Vagrant
En 2000, Atom annonce son départ du groupe. La même année, ils signent au label indépendant Vagrant Records et commencent à travailler sur l'album Group Sounds, avec le batteur de Superchunk, Jon Wurster. Ils recruteront le batteur et skateboarder professionnel Mario Rubalcaba à plein temps, et lui attribueront le surnom de Ruby Mars. En 2002, Rocket publie son dernier album, Live from Camp X-Ray. Le groupe effectue alors moins de concerts et moins d'enregistrements. Début septembre 2005, Reis (Speedo) annonce via les sites du label Swami Records et du groupe, ainsi que par courrier électronique que le groupe se sépare après 16 ans de carrière.
RFTC fait ses adieux à la scène lors d'un concert complet lors d'Halloween 2005 au Westin Horton Plaza Hotel de San Diego. Le groupe est rejoint sur scène par Jon Wurster qui a joué du tambourin. Le groupe effectue deux rappels en changeant de costume entre chaque rappel. Ils finissent avec les costumes de mariachis qu'ils utilisaient sur scène au milieu des années 1990.

### Retour
Rocket from the Crypt se réunit avec le batteur Adam Willard, en octobre 2011 pour un épisode de Yo Gabba Gabba!. Reis, qui jouait le rôle du Swami, remarquera que le groupe était « uniquement interessé de jouer devant 5 à 10 spectateurs âgés de 3 à 6 ». Ils jouent la chanson He's a Chef publié comme single exclusivement par la chaine de vêtement Volcom. En décembre 2012, ils annoncent une vraie réunion avec des tournées américaine, européenne et australienne,,,.

## Membres

### Membres actuels
- Speedo (John Reis]) - guitare solo, chant (1990–2005, 2011, depuis 2013)
- Petey X (Pete Reichert) - guitare basse, chœurs (1990–2005, 2011, depuis 2013)
- ND (Andy Stamets) - guitare, chœurs (1990–2005, 2011, depuis 2013)
- Apollo 9 (Paul O'Beirne) - saxophone, chœurs (1991–2005, 2011, depuis 2013)
- JC 2000 (Jason Crane) - trompette, chœurs (1992–2005, 2011, depuis 2013)
- Ruby Mars (Mario Rubalcaba) - batterie (2001–2005, depuis 2013)

### Anciens membres
- Elaina Torres - chœurs (1990–1991)
- Sean Flynn - batterie (1990–1991)
- Atom (Adam Willard) - batterie (1991–2000, 2011, 2013)

## Discographie

### Albums studio
- 1991 : Paint as a Fragrance (Headhunter)
- 1992 : Circa: Now! (Headhunter)
- 1995 : Hot Charity (Perfect Sound)
- 1995 :  Scream, Dracula, Scream! (Interscope)
- 1998 : RFTC (Interscope)
- 2001 : Group Sounds (Vagrant Records)
- 2002 : Live from Camp X-Ray (Vagrant Records)

### Compilations
- 1993 : All Systems Go (Headhunter)
- 1999 : All Systems Go II (Swami)
- 2008 : All Systems Go III (Vagrant/Swami)